# Mon food truck à la clé
Vous pouvez aider à l'améliorer ou bien discuter des problèmes sur sa page de discussion.
- Il ne cite pas suffisamment ses sources. Vous pouvez indiquer les passages à sourcer avec {{référence nécessaire}} ou {{Référence souhaitée}}, et inclure les références utiles en les liant aux notes de bas de page. (Marqué depuis septembre 2016)
- Il est à actualiser. Certains passages sont obsolètes ou annoncent des événements désormais passés. (Marqué depuis juin 2015)

- Archive Wikiwix
- Bing
- Cairn
- DuckDuckGo
- E. Universalis
- Gallica
- Google
- G. Books
- G. News
- G. Scholar
- Persée
- Qwant
- (zh) Baidu
- (ru) Yandex
- (wd) trouver des œuvres sur Wikidata

Mon food truck à la clé est une émission française de télévision, diffusée sur France 2 à partir du 2 mars 2015. L'émission est présentée par Carinne Teyssandier, elle est accompagnée par Nathalie Nguyen et Bruno Oliver, tous deux chefs cuisiniers. La narration voix-off est assurée par Bertrand Vivier dit Léon.

## Déroulement de la compétition
L'émission, d'une durée de 12 semaines, se déroule comme suit :
|                                                      | Durée                | Diffusion                                                                                |
| ---------------------------------------------------- | -------------------- | ---------------------------------------------------------------------------------------- |
| 1) Les phases de qualification                       | 10 semaines          | Du 2 mars 2015 au 8 mai 2015                                                             |
| 2) Les phases finales : - La demi-finale - La finale | 2 semaines 1 semaine | Du 11 mai 2015 au 22 mai 2015Du 11 mai 2015 au 15 mai 2015 Du 18 mai 2015 au 22 mai 2015 |

### Les phases de qualification
Chaque jour, du lundi au jeudi, les candidats découvrent les 4 règles du métier de foodtrucker :
1. Avoir un concept solide
2. Savoir acheter, savoir vendre
3. Rapidité d'exécution et organisation
4. Savoir s'adapter

Le vendredi, jour de la finale hebdomadaire, les candidats doivent appliquer ces 4 règles, lors d'une journée identique à celle d'un foodtrucker.
L'équipe qualifiée pour les phases finales est celle qui, au bout de la semaine, a gagné le plus de clés (11 au maximum).

#### Lundi: avoir un concept solide
Dans cette première émission, les deux binômes présentent leur projet initial aux deux experts qui les commentent et apportent leurs suggestions. Les candidats préparent, à l'aide d'ingrédients achetés par leurs propres moyens, leur "plat signature", c'est-à-dire le plat emblématique de leur affaire (à noter que les experts récupèrent les tickets de caisse des ingrédients achetés pour le mardi) pour 10 clients. Les 10 clients goûtent les plats des deux food-truck et désignent ensuite le plat qu'ils ont préféré.
C'est le binôme qui obtient le plus grand nombre de voix en sa faveur qui remporte la clé en jeu.
Nombre de clients à servir :        10
Nombre de clé(s) en jeu :            1

#### Mardi: savoir acheter, savoir vendre
Après avoir lu en détail les tickets de caisse des ingrédients achetés pour l'épreuve de la veille, les experts les décortiquent avec les candidats. Ils leur annoncent le coût de fabrication d'un plat tel qu'il a été préparé et le tarif auquel il faudrait le vendre pour être rentable, respectant cette formule :
| coût de fabrication | + | marge  | = | tarif de vente |
| ------------------- | - | ------ | - | -------------- |
| x                   | + | 2x     | = | 3x             |
| 2,50 € (prix moyen) | + | 5,00 € | = | 7,50 €         |

Ensuite, une étale avec les produits utilisés par les candidats la veille est montée. Ils disposent d'un budget de 50 € qu'ils peuvent utiliser comme il le souhaite (sachant que le reste de l'argent ne sera pas utilisé) pour se procurer les ingrédients dont ils ont besoin. À l'aide de ces ingrédients ils doivent réaliser à choix un plat identique ou différent de celui de la veille. L'un des deux candidats est ensuite désigné comme démarcheur est à la mission de ramener au camion, en l'espace de 30 minutes, 20 clients, qui seront servis par son camarade. Les clients (qu'ils soient au nombre de 20 ou pas) doivent ensuite répondre à une question :
Souhaiteriez-vous revenir ?    OUI    ou    NON
C'est l'équipe qui obtient le plus grand nombre de "OUI" qui remporte la clé en jeu.
Nombre de clients à servir :        20
Nombre de clé(s) en jeu :            1

#### Mercredi: rapidité d'exécution et organisation
Les candidats disposent de 2 heures et 15 minutes pour réaliser 4 épreuves. À la fin de chacune, ils peuvent, s'il leur en reste, conserver du temps qui sera crédité sur leur temps de service. À la fin de ces 4 épreuves, ils ont la mission de servir 30 clients en 30 minutes (+ l'éventuel temps conservé au préalable).
C'est le duo qui aura servi le plus grand nombre de clients, une fois le temps épuisé, qui remporte la clé mise en jeu.
Nombre de clients à servir :        30
Nombre de clé(s) en jeu :            1

#### Jeudi: savoir s'adapter
Les deux binômes se voit remettre un mot leur indiquant le lieu de l'épreuve du jour. Ils doivent ensuite se rendre sur le lieu de l'épreuve à l'aide de leur food-truck. En arrivant sur le lieu de celle-ci, ils découvrent un emplacement jonché de détritus. Ils choisissent ensuite leur emplacement (en fonction de la disponibilité). Ils doivent ensuite décorer leur food-truck à l'aide des éléments à disposition. Ils passent ensuite commande des ingrédients dont ils ont besoin . Cependant, au moment de la réception de celle-ci, certains ingrédients manquent, et ont été remplacés par d'autres ; les candidats doivent donc modifier leur recette en fonction des ingrédients à disposition. 40 clients goûtent ensuite le plat préparé et se voient remettre un questionnaire similaire à celui-ci :
| Décoration du camion                 | /10 |
| Mise en valeur d'un aliment régional | /10 |
| Qualité du plat                      | /10 |
| Qualité du service                   | /10 |
| TOTAL                                | /40 |

C'est l'équipe qui obtient la moyenne la plus élevée qui remporte les deux clés en jeu.
Nombre de clients à servir :        30
Nombre de clé(s) en jeu :            2

#### Vendredi: finale hebdomadaire
Le vendredi, dernier jour de la compétition, voit les candidats passer d' "apprentis food-trucker" à "food-trucker". Durant cette épreuve, ils vont devoir mettre en œuvre les règles apprises jusque-là.
Ils disposent d'un budget de 150 € pour acheter leur marchandise. Ils ne sont pas obligés d'utiliser toute cette somme, le reste faisant office de fond de caisse.
Leur affaire est totalement libre (choix des plats, prix des plats, création de formules, etc.).
C'est l'équipe qui, à la fin de la journée, possède la caisse la plus remplie qui remporte les 6 clés en jeu, et donc la semaine de compétition (étant donné que 5 clés ont été distribuées jusque-là).
Nombre de clients à servir :        Libre
Nombre de clé(s) en jeu :              6

### Les phases finales (demi-finale et finale)

#### La demi-finale
Lors de cette phase de compétition, seules les 10 meilleurs duos (les gagnants de chaque semaine de qualification) sont présents.
Chaque jour, 2 duos s'affrontent sur 3 critères :
1. Achat des ingrédients
2. Mise en place du camion
3. Service des clients

L'équipe qualifiée pour la finale est celle qui, à la fin de la journée, a gagné le plus de jetons (80 au maximum).

##### Achat des ingrédients
Les candidats ont à leur disposition 150 € pour servir leurs 50 clients. Une étale est dressée avec les ingrédients de leur projet initial (phases de qualification). Ils doivent utiliser le moins d'argent possible, car l'équipe qui en aura le moins dépensé remportera les 10 premiers jetons et la possibilité d'exclure l'un des candidats adverse durant 10 minutes de mise place.
Nombre de jetons en jeu :            10

##### Mise en place du camion
Les candidats doivent préparer leur recette à l'aide des ingrédients achetés précédemment. C'est l'équipe qui termine sa mise en place en premier qui remporte 10 jetons et la possibilité de suspendre le service de leurs adversaires durant 5 minutes.
Nombre de jetons en jeu :            10

##### Service des clients
Les deux équipes doivent servir leurs 50 clients en un minimum de temps. Les clients goûtent les préparations des deux camions. L'équipe qui termine le service de ses 50 clients en premier remporte 10 jetons. Les clients votent ensuite pour le camion qu'ils ont préféré à l'aide d'un jeton chacun. Les jetons reçus sont ajoutés aux jetons précédemment gagnés.
Nombre de jetons en jeu : 10 (service terminé) + 50 (voies des clients) = 60

## Produits dérivés
Deux livres dérivés de l'émission ont été publiés respectivement les 2 et 17 avril 2015.
Les meilleures recettes de Food truck à faire chez soi : publié aux éditions First, propose les recettes les plus emblématiques de la compétition.
- (ISBN 978-2-7540-7343-1)[2]

Monter son food-truck mode d'emploi : publié aux éditions Eyrolles, il explique comment monter son food truck.
- (ISBN 978-2-212-56175-3)[3]

## Audiences
| N°  | Date                 | Téléspectateurs | Part d'audience des 4 ans et + |
| --- | -------------------- | --------------- | ------------------------------ |
| 1re | lundi 2 mars 2015    | 837 000         | 7,8 %                          |
| 2e  | mardi 3 mars 2015    | 658 000         | 6,4 %                          |
| 3e  | mercredi 4 mars 2015 | 710 000         | 7,0 %                          |
| 4e  | jeudi 5 mars         | 615 000         | 6,7%                           |
| 5e  | vendredi 6 mars      | 581 000         | 5,9 %                          |